# Jean-Michel Deluc
Jean-Michel Deluc (* 5. září 1955 Auch, Gers) je francouzský sommelier, od roku 1991 držitel titulu „Maître Sommelier“ (mistr sommeliér - uděluje Unie francouzských sommelierů).

## Život a kariéra
Narodil se ve městě Auch, které se nachází ve francouzském Gaskoňsku. Vystudoval hoteliérskou školu v Toulouse a hned po maturitě odjel do Velké Británie, kde v roce 1978 obdržel diplom asociace britských sommeliérů.
Svoji kariéru zahájil v londýnském Café Royal. Od roku 1987 byl čtyři roky vedoucím sommeliérem v restauraci Drouant a v letech 1994–1997 hlavním sommeliérem hotelu Ritz v Paříži. Vyučuje a přednáší umění vína v „École du Cordon Bleu“ v Paříži, na CEFPPA ve Štrasburku a na konferencích po celém světě. Je spoluzakladatelem vinných portálů ChateauOnline a Le Petit Ballon (v ČR od roku 2013 pod názvem Dvě Deci) a také mezinárodní soutěže vín Grand Prix Austerlitz pro česká a moravská vína. Je členem poroty Starwine, která sdružuje šedesát nejlepších degustátorů světa, a která každoročně vybírá ta nejlepší vína.

## Funkce v sommelierských asociacích
- předseda francouzské Asociace sommelierů 1986–1990
- předseda Mezinárodní asociace sommelierů 1990–1996
- vice-prezident Asociace sommelierů Paříže 1998–2004
- prezident Asociace sommelierů Paříže 2004–2007

## Publikační činnost
Je spoluautorem několika knih, například Vin Essence de Vie (2006), Grand Larousse du Vin (2009) a Livre de Cave de Jean Michel Deluc (2012).